# 種田正幸
種田 正幸（たねだ まさゆき、生没年不詳）は、江戸時代前期の槍術家。通称は平馬。

## 経歴・人物
加賀の人物。大島吉綱の高弟である月瀬清信に大島流槍術を学び、寛永の頃に大島流の一派・種田流槍術を興す。